# Chilatherina sentaniensis
Chilatherina sentaniensis é uma espécie de peixe da família Melanotaeniidae.
É endémica da Nova Guiné Ocidental na Indonésia.
Os seus habitats naturais são: lagos de água doce.